# Manggus
 (avril 2024).
La mise en forme du texte ne suit pas les recommandations de Wikipédia : il faut le « wikifier ».
Les points d'amélioration suivants sont les cas les plus fréquents. Le détail des points à revoir est peut-être précisé sur la page de discussion.
- Les titres sont pré-formatés par le logiciel. Ils ne sont ni en capitales, ni en gras.
- Le texte ne doit pas être écrit en capitales (les noms de famille non plus), ni en gras, ni en italique, ni en « petit »…
- Le gras n'est utilisé que pour surligner le titre de l'article dans l'introduction, une seule fois.
- L'italique est rarement utilisé : mots en langue étrangère, titres d'œuvres, noms de bateaux, etc.
- Les citations ne sont pas en italique mais en corps de texte normal. Elles sont entourées par des guillemets français : « et ».
- Les listes à puces sont à éviter, des paragraphes rédigés étant largement préférés. Les tableaux sont à réserver à la présentation de données structurées (résultats, etc.).
- Les appels de note de bas de page (petits chiffres en exposant, introduits par l'outil «  Source ») sont à placer entre la fin de phrase et le point final[comme ça].
- Les liens internes (vers d'autres articles de Wikipédia) sont à choisir avec parcimonie. Créez des liens vers des articles approfondissant le sujet. Les termes génériques sans rapport avec le sujet sont à éviter, ainsi que les répétitions de liens vers un même terme.
- Les liens externes sont à placer uniquement dans une section « Liens externes », à la fin de l'article. Ces liens sont à choisir avec parcimonie suivant les règles définies. Si un lien sert de source à l'article, son insertion dans le texte est à faire par les notes de bas de page.
- La présentation des références doit suivre les conventions bibliographiques. Il est recommandé d'utiliser les modèles {{Ouvrage}}, {{Chapitre}}, {{Article}}, {{Lien web}} et/ou {{Bibliographie}}. Le mode d'édition visuel peut mettre en forme automatiquement les références.
- Insérer une infobox (cadre d'informations à droite) n'est pas obligatoire pour parachever la mise en page.

Pour une aide détaillée, merci de consulter Aide:Wikification.
Si vous pensez que ces points ont été résolus, vous pouvez retirer ce bandeau et améliorer la mise en forme d'un autre article.
Mangus ou Manggus(a)  (v.1575 - 1623/26 :2), Bordjiguines, le 17e descendant du frère cadet de Gengis Khan, Qasar. Durant la dernière dynastie Jin, Baylor, aristocrate Horqin était le père de la reine Xiao Duanwen. La cour Qing l'a appelé Noyan  et son gendre Huang Taiji a été nommé à titre posthume Prince Zhasak Buyantu .

## Biographie
Il est le fils de Namusei et a deux frères, Ming'an et Kongor. La fille de lui et de son épouse Gunbu Fujin est la reine Xiaoduanwen. Il y a un fils nommé Zhai Sang. En 1612, sa nièce, la fille de Ming'an, épousa Nurhachi, marquant ainsi le début d'un mariage de trois cents ans entre la Mandchourie et la Mongolie. En conséquence, la famille Mangus a eu de nombreux mariages avec la famille royale Qing.
Le « Manwen Old Document » du 13 mars de la huitième année de Tianming (1623) montre que Mangusi est toujours en vie. Selon les « Archives de la dynastie Qing : Les Archives de Shizu », Manggus est mort avant la onzième année de Tianming (1626) . Le 24 juillet, deuxième année de Chongde, Huang Taiji nomme à titre posthume son beau-père Mang Gusi prince Zhasak Buyantu, ce qui en chinois signifie prince Heshuofu. Son épouse Gunbu Fujin a également été canonisée .